# 日流
日流一般而言主要是指日本文化（主要是流行文化和次文化）在中國大陸、香港、臺灣和韓國流行的現象。而在其中，又以漫畫為先驅。

## 韓國
韓國於2007年出版的53225種出版物中，有8.6%是翻譯自日本的書籍。韓國知名的出版商教保文庫在2007年發行100種類別的小說，其中42種是日本小說。而韓國在2009年發行的漫畫中有高達七成是日本漫畫。
在日本大眾文化流入限制法令解禁後，日本電影在韓國放送的部數也逐年增加。 2004年29部，2005年35部，2006年51部，2007年（至11月）81部。
「日流」在韓國的年輕人中十分受歡迎，被稱為。一些受訪者表示日本的流行文化給他們一種「被洗練的感覺」。在梨泰院的弘大地区，有著規模龐大的日式居酒屋，在那裡的員工通曉日語和日本文化甚至就是日本人。
在韓国的浦項市南區九龍浦，分佈著早在日治時代就存在有的日本街，在翻修後現作為旅遊景點供來客觀賞。

## 脚注
1. ↑  佐々木朋美 韓国のオンラインショッピングモールに"日流"ブーム到来 的存檔，存档日期2010-09-09. マイコミジャーナル、2007年9月19日
2. ↑  上海万博、SKE48と世界コスプレ王者が登場、「日流」ファンで盛り上がる （页面存档备份，存于） サーチナ、2010年6月21日
3. ↑  クォン・ヨンソク『「韓流」と「日流」～文化から読み解く日韓新時代』 日本放送出版協会、2010年7月30日 ISBN 9784140911600
4. ↑  「日流」韓国を席巻 漫画や小説 相次ぎヒット「韓流」すでに失速 読売新聞、2010年3月21日
5. ↑  韓国の若者「日本は近くて近い国」 （页面存档备份，存于） 中央日報日本語版、2010年01月11日

## 關聯條目
- 日本化
- 哈日族
- 韓流
- 台流
- 日本文化